# Pamphobeteus ornatus
Pamphobeteus ornatus é uma espécie de aranha pertencente à família Theraphosidae (tarântulas).